# Randoald Dessarzin
Randoald Dessarzin (Porrentruy, 23 giugno 1964) è un allenatore di pallacanestro svizzero.

## Carriera
Ha guidato la Costa d'Avorio ai Campionati africani del 2009 e ai Campionati mondiali del 2010.

## Palmarès
- Campionato svizzero: 3

Boncourt: 2002-03, 2003-04
Lugano Tigers: 2011-12
- Coppa di Svizzera: 2

Boncourt: 2005
Lugano Tigers: 2012
- Coppa di Lega di Svizzera: 3

Boncourt: 2005, 2006
Lugano Tigers: 2012
- NLB: 3

Boncourt: 1997-98
Losanna: 2015-16
Pully Lausanne Foxes: 2022-23